# Les Cassés
Les Cassés ist eine französische Gemeinde mit 317 Einwohnern (Stand: 1. Januar 2022) im Département Aude in der Region Okzitanien (vor 2016 Languedoc-Roussillon). Sie gehört zum Arrondissement Carcassonne und zum Kanton Le Bassin Chaurien.

## Nachbargemeinden
Les Cassés liegt etwa 39 Kilometer nordwestlich von Carcassonne. Umgeben wird Les Cassés von den Nachbargemeinden Saint-Félix-Lauragais im Norden und Osten, Saint-Paulet im Süden, Montmaur im Süden und Südwesten, Mourvilles-Hautes im Westen sowie Bélesta-en-Lauragais im Nordwesten.
Durch die Gemeinde führt die Via Tolosana, eine Variante des Jakobswegs.

## Geschichte
1211 fand während des Albigenserkreuzzugs die Belagerung von Les Cassés statt. 

## Bevölkerungsentwicklung
| Jahr                       | 1962 | 1968 | 1975 | 1982 | 1990 | 1999 | 2006 | 2019 |
| Einwohner                  | 156  | 171  | 168  | 183  | 186  | 174  | 211  | 302  |
| Quellen: Cassini und INSEE |      |      |      |      |      |      |      |      |

## Sehenswürdigkeiten
- Katharer-Denkmal
- alte Kirche Saint-Étienne aus dem 14. Jahrhundert, seit 1948 Monument historique
- Klosterruine von Les Clarisses
- Windmühle von Caunes aus dem 18./19. Jahrhundert, seit 1961 Monument historique

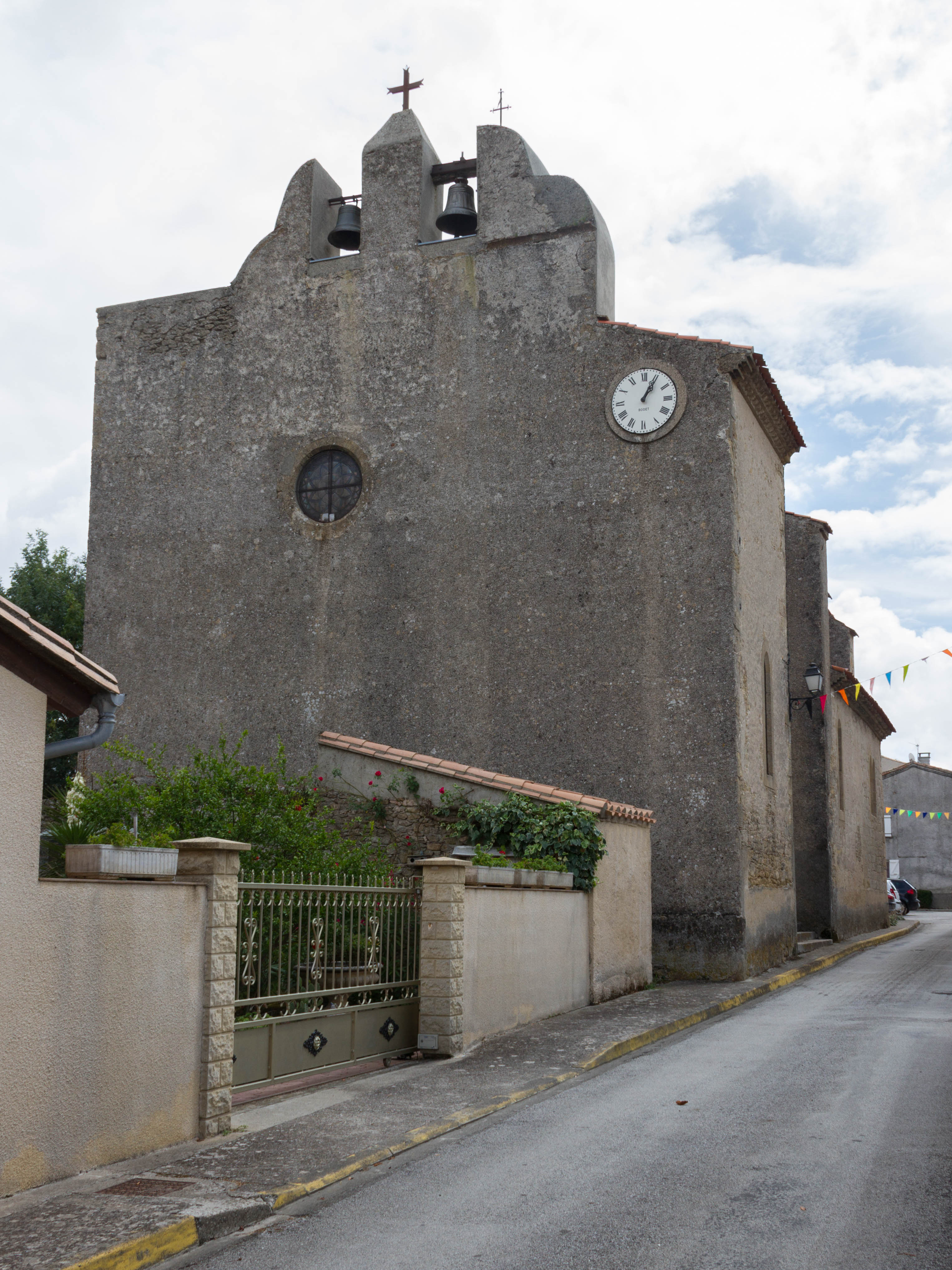
Kirche Saint-Étienne
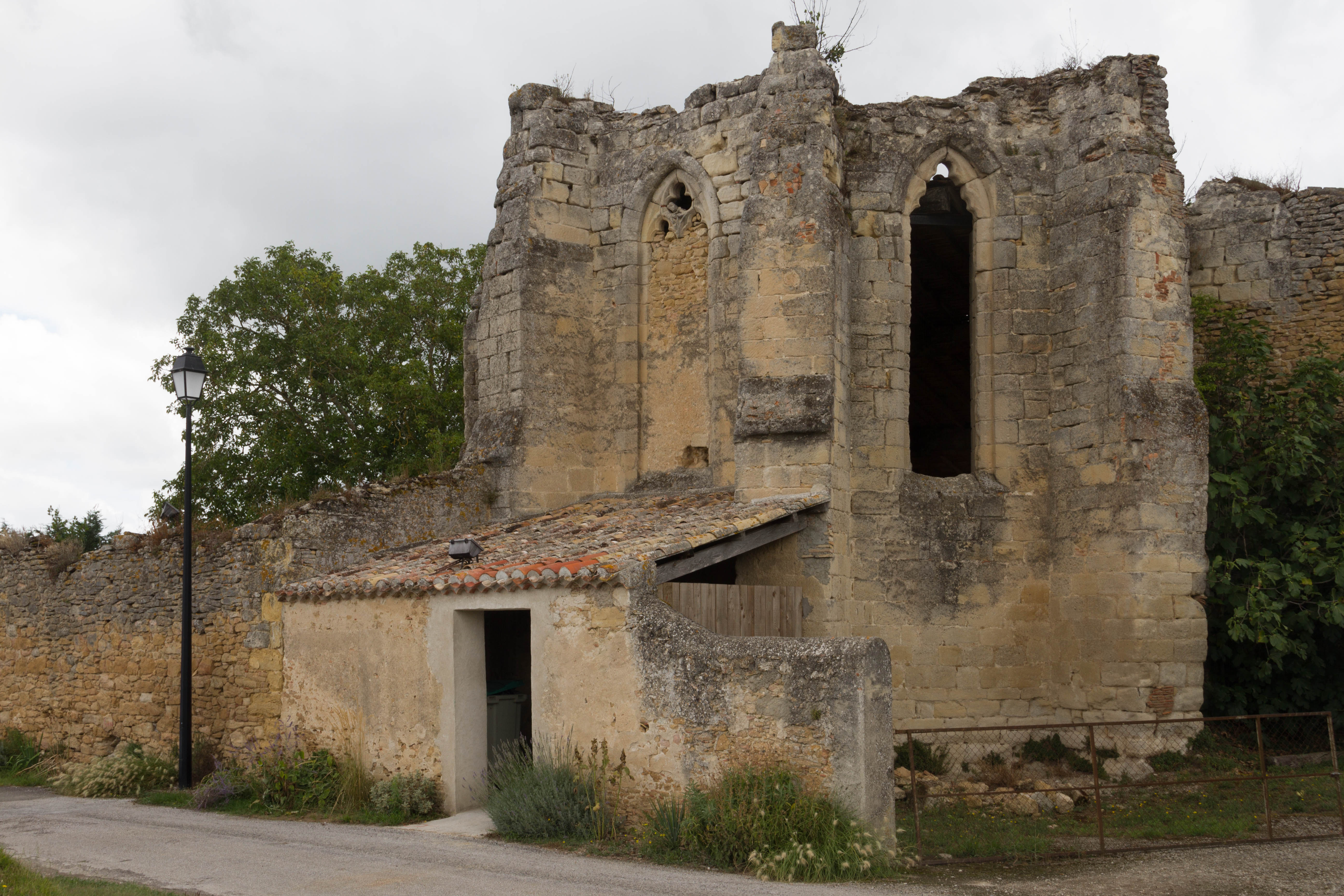
Klosterruine